# Карл Бакке
Карл Фрідріх Август Бакке (нім. Karl Friedrich August Baacke; 15 травня 1907, Аурих, Німецька імперія — 2 квітня 1944, Оринин, УРСР) — німецький офіцер, оберстлейтенант вермахту. Кавалер Лицарського хреста Залізного хреста з дубовим листям.

## Біографія
В 1924 році вступив на службу в 16-й піхотний полк. З 1936 року — командир взводу зв'язку, з 1 квітня 1937 року — 6-ї роти 37-го піхотного полку, з жовтня 1937 року —2-ї роти 124-го прикордонного піхотного полку. Учасник Балканської кампанії та Німецько-радянської війни. 11 вересня 1942 року важко поранений і на початку 1943 року переведений в резерв. З 1943 року — командир 266-го гренадерського полку, з яким відзначився у боях під Орлом, Гомелем, Києвом, а також у Черкаському котлі. Загинув у бою.

## Звання
- Гренадер (1924)
- Обергренадер (1926)
- Єфрейтор (1928)
- Унтерофіцер (1929)
- Фельдфебель (1931)
- Лейтенант (1 квітня 1934)
- Оберлейтенант (20 січня 1935)
- Гауптман (20 квітня 1937)
- Майор (25 вересня 1941)
- Оберстлейтенант (30 квітня 1943)

## Нагороди
- Медаль «За вислугу років у Вермахті»
  - 4-го класу (4 роки; 2 жовтня 1936)
  - 3-го класу (12 років)
- Медаль «У пам'ять 13 березня 1938 року»
- Медаль «За Атлантичний вал»
- Залізний хрест
  - 2-го класу (14 червня 1940)
  - 1-го класу (21 червня 1940)
- Штурмовий піхотний знак в бронзі (18 серпня 1940)
- Лицарський хрест Залізного хреста з дубовим листям
  - лицарський хрест (30 червня 1941)
  - дубове листя (№ 352; 10 грудня 1943)
- Двічі відзначений у Вермахтберіхт (27 квітня 1941 і 21 червня 1942)
- Сертифікат Пошани Головнокомандувача Сухопутних військ Вермахту (15 липня 1942)
- Медаль «За зимову кампанію на Сході 1941/42» (2 серпня 1942)
- Кримський щит (23 серпня 1942)
- Німецький хрест в золоті (28 лютого 1943)
- Орден «За хоробрість» 4-го ступеня, 1-й клас (Третє Болгарське царство)
- Медаль «Хрестовий похід проти комунізму» (Румунське королівство)
- Нагрудний знак «За поранення» в чорному
- Нагрудний знак ближнього бою в бронзі
- Хрест Воєнних заслуг 2-го і 1-го класу з мечами